# Bad Säckingen
Bad Säckingen är en Stad i Landkreis Waldshut i regionen Schwarzwald-Baar-Heuberg i Regierungsbezirk Freiburg i förbundslandet Baden-Württemberg i Tyskland.  Folkmängden uppgår till cirka 18 000 invånare. Bad Säckingen ligger i sydvästra Tyskland, intill floden Rhen som ligger precis vid gränsen till Schweiz. Staden befinner sig på den sydligaste delen av Schwarzwald. Till staden hör även en del av ön Fridolininsel som ligger mitt i Rhen, men vars territorietillhörighet länge varit oklar. År 2013 fastställdes det i en överenskommelse att ön ska tillhöra Tyskland.
Stadens historia kan dateras tillbaka till början av 500-talet då Sankt Fridolin grundade ett kloster och en kyrka. Omkring år 1200 ödelades större delen av staden i en brand. Efteråt påbörjades återbyggnationen med byggandet av en gotisk katedral med namnet Fridolinsmünster, vilken fortfarande kan beskådas idag.
Staden ingår i kommunalförbundet Bad Säckingen tillsammans med kommunerna Herrischried, Murg och Rickenbach.